# Клинтон (Мэриленд)
Клинтон (англ. Clinton) — не имеющий официального органа самоуправления населённый пункт, расположенный в округе Принс-Джорджес штата Мэриленд, США. До гражданской войны в США Клинтон был известен как Сэрраттсвиль (англ. Surrattsville). В 2010 году население было 35 970. Исторически Клинтон известен в связи с убийством Авраама Линкольна. Соседствует с городками Камп Спрингс, Розаривиль, Мелвуд и авиабазой Эндрюс.

## История
Клинтон был основан в 1770-х. В то время он назывался Вилла Саррет, и был просто несколькими зданиями на пересечении дорог. В 1800-х, он стал известен как Сарретсвиль. Главное здение являлось одновременно почтовым отделением, гостиницей, таверной, и избирательным участком. Это здание принадлежало вдове Мэри Саррет; второе принадлежавшее ей здание находилось в Вашингтоне.
14 и 15 апреля 1865 года, Джон Уилкс Бут, через два часа после убийства президента Авраама Линкольна, остановился в таверне Сарретсвилля чтобы забрать оружие и припасы. Правительство США предполагало, что Мэри Саррет снабдила его этими припасами и находилась в сговоре с заговорщиками, одним из которых был её сын, Джон Саррет. Она была признана соучастницей убийства Линкольна и повешена 7 июля 1865. (В настоящее время её дом является музеем, посвящённым убийству). Из-за плохой славы имени Саррет почтовая служба США переименовала населённый пункт в Робистаун (англ. Robeystown).
В 1879, Робистаун переименовали в Клинтон. Местная школа, однако, продолжает носить имя Старшая школа Сарретсвиля.
Основной рост населения случился в 1950-х, в связи с расширением расположенной неподалёку авиабазы Эндрюс.
С 4 апреля 1964 по 13 августа 1965 в одиночной камере в Клинтоне удерживался и допрашивался Юрий Носенко — сотрудник КГБ, перебежчик в США.

## Люди, связанные с населённым пунктом
- Данте Каннингем, баскетболист
- Марша Харден, актриса
- Тараджи Хенсон, актриса
- Тай Лоусон, баскетболист
- Юрий Носенко, сотрудник КГБ, перебежчик в США
- Делонте Уэст, баскетболист
- Лора Райт, актриса